# کوادره
کوادره، روستایی است از توابع بخش یانه‌سر شهرستان بهشهر در استان مازندران ایران.

## جمعیت
این روستا در دهستان عشرستاق قرار دارد و براساس سرشماری مرکز آمار ایران در سال ۱۳۸۵، جمعیت آن ۳۹ نفر (۱۳خانوار) بوده‌است. مردم کوادره از قومیت طبری هستند. مردم کوادره به زبان طبری (مازندرانی) سخن می‌گویند.